# БМ-21В
9К54 «Град-В» — советская десантируемая реактивная система залпового огня. Создана на базе РСЗО 9К51 «Град».

## История создания
Разработки системы М-21В были начаты в середине 1960-х под руководством НПО «Сплав». Разработка боевой машины была поручена Государственному конструкторскому бюро компрессорного машиностроения. Полигонно-войсковые испытания проходили на территории в/ч 33941, в/ч 07264 и Стругокрасненском полигоне. После завершения испытаний, 20 сентября 1967 года приказом Министерства обороны СССР №0220 система была официально принята на вооружение Советской армии.

## Описание конструкции
Основным предназначением 9К54 является оснащение подразделений ВДВ для усиления их огневой мощи и подавления вражеской боевой техники и живой силы. В качестве основного, используется осколочно-фугасный снаряд М-21ОФ, способный поражать цели на дальности до 20 км. В состав системы М-21В входят:
1. Боевая машина 9П125;
2. Транспортная машина 9Ф87В с комплектом унифицированных стеллажей 9Ф37 для перевозки боеприпасов;
3. Неуправляемые реактивные снаряды.

### Боевая машина 9П125
Боевая машина 9П125 представляет собой облегчённую версию БМ-21. Первоначально в качестве базы использовался грузовой армейский автомобиль ГАЗ-66-02 (ГАЗ-66А). Отличающийся от ГАЗ-66 наличием лебёдки и системы регулирования давления в шинах. Позднее, оборудование размещалось на базе автомобиля ГАЗ-66Б с брезентовой складной кабиной. На грузовой платформе автомобиля установлен станок с пакетом из 12 направляющих. В задней части платформы находятся два амортизатора, для поглощения отдачи при ведении огня.
В номенклатуру боеприпасов входят следующие типы снарядов:
1. 3М16 — реактивный снаряд с кассетной головной частью, в составе головной части находятся 5 противопехотных мин ПОМ-2;
2. 9М28К — реактивный снаряд с кассетной головной частью, в составе головной части находятся 3 противотанковые мины ПТМ-3;
3. 9М28С — реактивный снаряд с отделяемой зажигательной головной частью;
4. 9М28Ф — реактивный снаряд с отделяемой фугасной головной частью;
5. 9М42 — реактивный осветительный снаряд;
6. 9М43 — реактивный снаряд с дымовой головной частью.

Заряжание машины производится вручную, либо с грунта, либо из транспортной машины 9Ф37В. Пуск может осуществляться как одиночными выстрелами, так и залпом с выносного пульта 9В366. Для ведения боевых действий ночью, имеется прибор ночного видения ПНВ-57. Наведение пакета осуществляется с использованием прицела 9Ш118, а также панорамы ПГ-1М и коллиматора К-1. Механизмы наведения ручные. Станок может наводиться в горизонтальной плоскости без перестановки шасси в диапазоне углов от -70° до +70°, а в вертикальной — от +15° до +54° в горизонтальном секторе до ±30° и от 0° до 54° в горизонтальном секторе свыше ±30°.
Для десантирования используется парашютная система МКС5-128М, при этом машина размещается на специальной платформе ПП-128-5000. В целях уменьшения высоты машины при транспортировке в самолёте Ан-12, артиллерийская часть складывается, а брезентовая крыша снимается. Авиатранспортировка к месту десантирования может осуществляться и самолётами типа Ан-22 или Ил-76, при этом ограничения по высоте машины уже не существенны.
Радиосвязь машины осуществляется через радиостанцию Р-123М.

### Транспортная машина9Ф37В
Для перевозки боеприпасов, используется транспортная машина 9Ф37В с комплектом стеллажей, выполненная также на базе ГАЗ-66Б. Машина 9В37В тоже может десантироваться на платформе ПП-128-5000 с использованием парашютной системы МКС5-128М. Для ведения ночных боевых действий машина оснащается прибором ночного видения ПНВ-57В. Радиосвязь обеспечивается с помощью радиостанции Р-105М с дополнительной антенной от радиостанции Р-123.

## Операторы

### Текущие
- Украина[источник не указан 577 дней]-некоторое количество
- Россия — некоторое количество использовалось для обучения мобилизованных

### Бывшие
- СССР
- Беларусь[2]
- Ирак[2]

## Оценка системы
Система 9К54 создавалась для ВДВ в качестве замены буксируемых систем РПУ-14. При сравнении с РПУ-14 система М-21В имеет более чем в два раза большую дальность (20 км против 9,8 км), повышенное в 1,5 раза осколочное действие основного снаряда М-21ОФ и возможность десантирования в заряженном состоянии, что повышает манёвренность и уменьшает время приведения в боевую готовность.